# Adriaan Verhulst
Adriaan Verhulst (Gand, 9 novembre 1929 – Anversa, 17 novembre 2002) è stato un medievista belga.

## Biografia
Verhulst frequentò l'Ateneo di Gand per poi studiare giurisprudenza presso l'Università di Gand, ma poi passò al campo della storia avendo come insegnanti François Louis Ganshof e Hans Van Werveke. Nel 1952 si laureò in storia con il massimo dei voti. Nel 1953 divenne presidente del Circolo della storia fiamminga (Vlaamse Geschiedkundige Kring). Nel 1956 ottenne un dottorato guidato da Ganshof sull'abbazia di San Bavone a Gand e le sue proprietà dal VII al XIV secolo. La dissertazione di oltre 700 pagine era anche uno studio della società agricola medievale, in cui era già evidente il suo approccio interdisciplinare alla ricerca storica (in cui in seguito incluse l'archeologia, la ricerca sul clima, la ricerca sulla trasgressione marina, la scienza del suolo ecc.). La sua tesi sull'origine delle tenute bipartite di tipo classico nel periodo carolingio, che si discosta dalla visione tradizionale, si è sviluppata anche dalla sua dissertazione ed è stata presentata al Congresso dell'Alto Medioevo a Spoleto nel 1965. Secondo Verhulst, queste tenute bipartite in pars massaricia e pars dominica si svilupparono per la prima volta nel VII-VIII secolo nella Francia settentrionale nelle tenute reali tra Senna e Reno e da lì si diffuse lentamente e in forma diversa nell'Europa occidentale.
Dopo aver completato il dottorato, divenne assistente di Van Werveke e subito dopo docente. Completò un corso post laurea in studi di fonti medievali con G. Lieftinck. Successivamente fu co-editore delle carte dei conti di Fiandra Teodorico d'Alsazia e di suo figlio Filippo I (XII secolo, con Thérèse de Hemptinne) presso la Commissione storica reale del Belgio. Nel 1965 divenne professore a Gand. Nel 1995 andò in pensione. Dal 1983 è stato anche docente part-time di storia economica medievale presso la Libera Università di Bruxelles.
I suoi studi fondamentali includono la storia agricola del periodo carolingio, la geografia storica delle Fiandre e la storia urbana medievale, specialmente di Bruges. Dal 1974 al 1984 è stato prima vicepresidente e poi presidente della Commissione storica reale del Belgio.
Era attivo nel movimento fiammingo dei liberali (freisinniger). Dal 1965 al 1984 è stato presidente del Willemsfonds. Fu attivo dalla parte fiamminga nell'adozione del Patto Culturale (Cultuurpact) nel 1971 per i diritti di autonomia culturale in Belgio ed è stato attivo contro il Patto di Egmont del 1977, che non è entrato in vigore, che non si concretizzò e che avrebbe dovuto mettere il Belgio sulla strada di uno stato federale fondato su base etnica.
Dal 1969 al 1988 è stato presidente del consiglio di amministrazione dell'emittente statale BRT (poi VRT). Era un membro corrispondente dell'Accademia Reale Belga delle Scienze. Tra i suoi studenti vi furono Erik Thoen e Frans Verhaeghe.
Massone, fu membro  del Grande Oriente d'Olanda.

## Scritti
- (EN)  The Carolingian Economy, Cambridge University Press 2002
  - (IT) Edizione italiana: L'economia carolingia, traduzione di Lucio Angelini, Roma, Salerno Editrice, 2004
- (DE)  Der Handel im Merowingerreich, Gesamtdarstellung nach schriftlichen Quellen, Studia historica Gandensia, 125, 1970
- (NL)  Het landschap in Vlaanderen in historisch perspectief, Antwerpen 1965
  - (NL) Edizione riveduta: Landschap en landbouw in middeleeuws Vlaanderen, Brüssel 1995
  - (FR) Edizione francese: Histoire du paysage rural en Flandre de l'epoque romaine au xviiie siècle, Brüssel 1966
- (DE)  Grundherrschaftliche Aspekte bei der Entstehung der Städte Flanderns, in Economie rurale et Economie urbaine au Moyen Âge, 1994, S. 157–164
- (EN)  Economic Organisation, in The New Cambridge Medieval History, Band 2, 1995, S. 481–509
- (FR)  Les origines et l'histoire ancienne de la ville de Bruges (IXe-XIIe siècle), Le Moyen Age, Band 66, 1960, S. 37–63
- (FR)  Précis d’histoire rurale de la Belgique, Edition Université Bruxelles 1990
- (EN)  Con Bryce Lyon: Medieval finance. A comparison of financial institutions in Northwestern Europe, Brügge 1967, Providence/Rhode Island 1968
- (EN)  The rise of cities in north-west Europe, Cambridge University Press 1999
- (EN)  Rural and urban aspects of early medieval northwest Europe, Aldershot 1992
- (DE)  Herausgeber: Anfänge des Städtewesens an Schelde, Maas und Rhein bis zum Jahr 1000, Städteforschung A 40, Köln 1996